# Фоксборо (Масачусетс)
Фоксборо (енгл. Foxborough) насељено је место без административног статуса у америчкој савезној држави Масачусетс.

## Демографија
По попису из 2010. године број становника је 5.625, што је 116 (2,1%) становника више него 2000. године.
| Група             | 2000.         | 2010.         |
| Белци             | 5.267 (95,6%) | 5.003 (88,9%) |
| Афроамериканци    | 78 (1,4%)     | 159 (2,8%)    |
| Азијати           | 59 (1,1%)     | 231 (4,1%)    |
| Хиспаноамериканци | 88 (1,6%)     | 133 (2,4%)    |
| Укупно            | 5.509         | 5.625         |